# Epiplema fucina
Epiplema fucina är en fjärilsart som beskrevs av Swinhoe 1902. Epiplema fucina ingår i släktet Epiplema och familjen Uraniidae. Inga underarter finns listade i Catalogue of Life.